# Telaga Bleder
Telaga Bleder är en sjö i Indonesien.   Den ligger i provinsen Jawa Tengah, i den västra delen av landet, 400 km öster om huvudstaden Jakarta. Telaga Bleder ligger 745 meter över havet.I omgivningarna runt Telaga Bleder växer i huvudsak städsegrön lövskog.